# إجراء الصمت
إجراء الصمت، أو الموافقة الضمنية  أو إجراء القبول الضمني  (بالفرنسية: procédure d'approbation tacite؛ باللاتينية: qui tacet consentire videtur، "من يصمت يُعتبر موافقًا") أو ما يعرف بـ: "الصمت علامة الرضا" هي طريقة لاعتماد النصوص رسميًا، غالبًا، ولكن ليس حصريًا، في سياق سياسي دولي.
يصف أحد الكتب المدرسية عن الدبلوماسية عملية الصمت على النحو التالي:
... يُعتبر أي اقتراح يحظى بتأييد قوي موافقًا عليه ما لم يعترض عليه أي عضو قبل موعد نهائي محدد: الصمت يعني الموافقة - أو على الأقل لرضوخ. يعتمد هذا الإجراء على خوف عضو من الأقلية من أن يُعرّضه الاعتراض لاتهام بالعرقلة، وبالتالي، لمخاطر العزلة. يُستخدم إجراء الصمت من قِبل حلف شمال الأطلسي (الناتو)، ومنظمة الأمن والتعاون في أوروبا، في إطار السياسة الخارجية والأمنية المشتركة للاتحاد الأوروبي، ولا شك في ذلك في العديد من الهيئات الدولية الأخرى.

في سياق المنظمات الدولية، غالبًا ما يكون موضوع الإجراء بيانًا مشتركًا أو وثيقة إجرائية، وهو تصويت رسمي يُعتبر غير ضروري نظرًا لاجتماع الأعضاء شخصيًا. في الواقع، غالبًا ما يكون من غير العملي محاولة عقد اجتماع بين ممثلي جميع الدول الأعضاء، إما لقلة أهمية النص المطلوب الاتفاق عليه، أو لضيق الوقت في حالة صدور إعلان مشترك نتيجة الأحداث الأخيرة. ومن المنظمات التي تستخدم هذا الإجراء على نطاق واسع، الاتحاد الأوروبي وحلف شمال الأطلسي (الناتو) ومنظمة الأمن والتعاون في أوروبا.
تُوزّع مسودة النص على المشاركين الذين تُتاح لهم فرصة أخيرة لاقتراح تغييرات أو تعديلات عليه. إذا لم تُقترح أي تعديلات (إذا لم يُكسر أحد حاجز الصمت) قبل الموعد النهائي للإجراء، يُعتبر النص مُعتمدًا من قِبل جميع المشاركين. غالبًا ما يكون هذا الإجراء الخطوة الأخيرة في اعتماد النص، بعد الاتفاق على مُنطلقاته الأساسية في مفاوضات سابقة. يُعدّ كسر حاجز الصمت مُلجأً أخيرًا فقط في حال وجود اعتراضات جوهرية لدى أحد المشاركين على أجزاء من النص، وبالتالي فهو الاستثناء وليس القاعدة.

## مجلس الاتحاد الأوروبي
تنص المادة 12(2) من النظام الداخلي لمجلس الاتحاد الأوروبي على ما يلي: 
بمبادرة من الرئاسة، يجوز للمجلس أن يتصرف من خلال إجراء كتابي مبسط يُسمى "إجراء الصمت":
(أ) لغرض اعتماد نص رد على سؤال كتابي، أو، حسب الاقتضاء، على سؤال شفوي مقدم إلى المجلس من عضو في البرلمان الأوروبي، بعد أن تدرس لجنة الممثلين الدائمين مسودة الرد؛
(ب) لغرض تعيين أعضاء اللجنة الاقتصادية والاجتماعية الأوروبية وأعضاء لجنة الأقاليم، ومناوبين لهم، بعد أن تدرس لجنة الممثلين الدائمين مسودة القرار؛
(ج) لغرض اتخاذ قرار بشأن استشارة مؤسسات أو هيئات أخرى حيثما تقتضي المعاهدات مثل هذا التشاور؛
(د) لغرض تنفيذ السياسة الخارجية والأمنية المشتركة من خلال شبكة "المراسلين الأوروبيين عبر التلكس".
وفي هذه الحالة، يعتبر النص ذو الصلة معتمداً في نهاية المدة التي تحددها الرئاسة بحسب مدى إلحاح الأمر، إلا في حالة اعتراض أحد أعضاء المجلس.

## منظمة الأمن والتعاون في أوروبا
يرد تعبير عن إجراء الصمت في الملحق 1(أ) "تطبيق إجراء الصمت في المجلس الدائم وومنتدى التعاون الأمني" من قواعد إجراءات منظمة الأمن والتعاون في أوروبا (2006):
1. للرئيس أن يقترح اعتماد قرار من خلال إجراء الصمت. ويُقدَّم هذا الاقتراح خلال الاجتماع، مع تحديد الوقت المحدد لانقضاء فترة الصمت. إذا لم يُبدِ أي ممثل اعتراضًا في ذلك الاجتماع، يُعتبر القرار خاضعًا لإجراء الصمت.
2. تُصدر الأمانة العامة، فور انتهاء ذلك الاجتماع، نصًا مؤقتًا للقرار بدون رقم وبعنوان مؤقت يُشير إلى خضوعه لإجراء الصمت. ويُلحق النص المؤقت بمحضر ذلك الاجتماع.
3. يُعتبر الصمت منتهيًا إذا قدّمت دولة مشاركة اعتراضًا أو تعديلًا كتابيًا إلى الرئيس قبل انتهاء فترة الصمت. في هذه الحالة، يُبلغ الرئيس الدول المشاركة فورًا، كتابيًا، بعدم اعتماد القرار المعني.
4. إذا لم يُكسر الصمت، يُبلغ الرئيس، فور انتهاء فترة الصمت، الدول المشاركة كتابيًا باعتماد القرار المعني. ولا يُصدر نص القرار إلا في الاجتماع التالي. وإذا تعين اتخاذ إجراءات إدارية عاجلة بناءً على ذلك القرار، يجوز للرئيس إرسال نص القرار إلى الهيئة التنفيذية المختصة للاستخدام الداخلي فقط.
5. في أول اجتماع يلي اعتماد القرار، يُصدر الرئيس إعلانًا بشأن اعتماده.
6. فور انتهاء تلك الجلسة، تُصدر الأمانة العامة القرار، مشفوعًا بالبيانات التفسيرية والتحفظات الرسمية، إن وجدت، بالصيغة القياسية لمنظمة الأمن والتعاون في أوروبا، ويُلحق بسجل ذلك الاجتماع. ويُعتبر تاريخ انتهاء فترة الصمت تاريخًا لاعتماد القرار.